# Tour des Flandres féminin 2019
La 16e édition du Tour des Flandres féminin a lieu le 7 avril 2019. C'est la sixième épreuve de l'UCI World Tour féminin 2019. Elle a été remportée par l'Italienne Marta Bastianelli.

## Présentation

### Parcours
Le parcours, long de 159,2 km, est quasiment identique à celui de l'édition précédente.  Il démarre de la Grand-Place d'Audenarde. Il se dirige tout d'abord vers Zottegem avec un passage sur le secteur pavé de lange Munte au passage. Après Zottegem, les coureuses empruntent la Paddestraat. Le parcours féminin ne quitte plus celui masculin, avec certes moins de chemin, jusqu'à l'arrivée. Après Zottegem, le circuit retourne vers Audenaarde avant d'arriver aux premières difficultés avec le Leberg. Il se rend à Grammont puis au Kanarieberg. Ce mont marque le début des choses sérieuses pour les favorites. Par rapport à l'année précédente, le Taaienberg vient s'ajouter au parcours. Le vieux Quaremont puis le Paterberg sont montés. Ce dernier est placé à treize kilomètres du but. L'arrivée est située dans la Minderbroederstraat d'Audenarde.
Dix monts sont au programme de cette édition, pour la plupart recouverts de pavés :
| Mont | Nom             | Km    | Revêtement | Longueur (m) | Pente moyenne | Km de l'arrivée |
| ---- | --------------- | ----- | ---------- | ------------ | ------------- | --------------- |
| 1    | Achterberg      | 54,7  | asphalte   | 1 500        | 4,3 %         | 102,7           |
| 2    | Leberg          | 64,0  | asphalte   | 950          | 4,2 %         | 93,4            |
| 3    | Berendries      | 68,1  | asphalte   | 940          | 7 %           | 89,3            |
| 4    | Tenbosse        | 74,9  | asphalte   | 550          | 6,9 %         | 82,5            |
| 5    | Mur de Grammont | 85,2  | pavé       | 476          | 9,3           | 72,2            |
| 6    | Kanarieberg     | 112,8 | asphalte   | 1 000        | 7,7 %         | 44,6            |
| 7    | Taaienberg      | 117,7 | pavé       | 530          | 6,6 %         | 39,7            |
| 8    | Kruisberg       | 131,8 | asphalte   | 2 500        | 5 %           | 25,6            |
| 9    | Vieux Quaremont | 140,7 | pavés      | 2 200        | 4 %           | 16,7            |
| 10   | Paterberg       | 144,1 | pavés      | 360          | 12,9 %        | 13,3            |

En plus des traditionnels monts, il y a quatre secteurs pavés :
| Secteur | Nom              | Km   | Longueur (m) | Km de l'arrivée |
| ------- | ---------------- | ---- | ------------ | --------------- |
| 1       | Lange Munte      | 9,6  | 2470         | 147,8           |
| 2       | Lippenhovestraat | 33,4 | 1 300        | 124,0           |
| 3       | Paddestraat      | 34,8 | 1 500        | 122,6           |
| 4       | Haaghoek (nl)    | 61,1 | 2 000        | 96,3            |

### Équipes
Vingt-quatre équipes professionnelles participent à l'épreuve. 
| Équipes féminines professionnelles (24)- Alé Cipollini - Aromitalia Vaiano - Astana Women's - BePink - Bigla - Boels Dolmans - BTC City Ljubljana - Canyon-SRAM Racing - CCC-Liv - Doltcini-Van Eyck Sport - FDJ-Nouvelle Aquitaine-Futuroscope - Health Mate-Ladies Team - Hitec Products - Lotto Soudal Ladies - Mitchelton-Scott - Movistar Team - Parkhotel Valkenburg-Destil - Servetto-Piumate-Beltrami TSA - Sunweb Women - Tibco-Silicon Valley Bank - Trek-Segafredo - Valcar Cylance - Virtu Cycling Women - WNT-Rotor Pro Cycling |
| |

### Favorites
La championne du monde et vainqueur sortante Anna van der Breggen n'est pas au départ, préférant se concentrer sur les Ardennaises cette année. La formation Boels Dolmans vient cependant avec plusieurs favorites comme Chantal Blaak et Amy Pieters. Marianne Vos a fait de la course un objectif et peut compter sur Ashleigh Moolman, quatrième en 2018. La formation Mitchelton-Scott vient au départ avec Annemiek van Vleuten et Amanda Spratt. Trek-Segafredo a pour leader Ellen van Dijk qui a récidivé sur À travers les Flandres et Elisa Longo Borghini. Sunweb a pour favorites Lucinda Brand et Coryn Rivera. Enfin, Marta Bastianelli et Katarzyna Niewiadoma sont les deux dernières outsiders de cette édition.

## Récit de la course
En début de course, une échappée constituée de : Ilaria Sanguineti, Séverine Eraud, Giulia Marchesini, Kylie Waterreus, Kseniya Dobrynina, Silvia Valsecchi et Chanella Stougje ouvre la route. Au pied du Kanarieberg, l'échappée est reprise. Dans celui-ci, Tiffany Cromwell attaque mais n'est pas accompagnée. Dans la côte d'Hotond qui suit le Kruisberg, Katarzyna Niewiadoma place une violente accélération. Cecilie Uttrup Ludwig et Elisa Longo Borghini sont dans sa roue, mais elles ne peuvent partir les favorites ayant réagit. Peu après, Lisa Klein et Gracie Elvin tentent leur chance, mais le peloton est vigilant. Elles sont une trentaine au pied du vieux Quaremont. Marta Bastianelli y attaque. Seules Cecilie Uttrup Ludwig, Annemiek van Vleuten, Katarzyna Niewiadoma et Marianne Vos parviennent à la suivre. Au sommet, Marianne Vos est victime d'une crevaison. Dans le Paterberg, Niewiadoma doit lâcher prise alors qu'Annemiek van Vleuten n'arrive pas à distancer l'Italienne. Derrière, Chantal Blaak, Ellen van Dijk et Sofia Bertizzolo forment un groupe de poursuite, bientôt renforcé par Niewiadoma. À dix kilomètres de l'arrivée, Annemiek van Vleuten attaque, mais Marta Bastianelli réagit immédiatement. Cecilie Uttrup Ludwig ne peut contrer. La Néerlandaise attaque encore avant l'arrivée, mais sans plus de succès. Elle ouvre le sprint de loin. Marta Bastianelli la remonte et s'impose.

## Classements

### Classement final
| \| Classement général \| Classement général \| Classement général \| Classement général \| Classement général \| \| Coureuse \| Coureuse \| Pays \| Équipe \| Temps \| \| ------------------ \| --------------------- \| ------------------ \| ------------------------- \| ------------------ \| \| 1re \| Marta Bastianelli \| Italie \| Virtu Cycling Women \| 4 h 16 min 50 s \| \| 2e \| Annemiek van Vleuten \| Pays-Bas \| Mitchelton-Scott \| + 0 s \| \| 3e \| Cecilie Uttrup Ludwig \| Danemark \| Bigla \| + 0 s \| \| 4e \| Sofia Bertizzolo \| Italie \| Virtu Cycling Women \| + 7 s \| \| 5e \| Ellen van Dijk \| Pays-Bas \| Trek-Segafredo \| + 7 s \| \| 6e \| Katarzyna Niewiadoma \| Pologne \| Canyon-SRAM Racing \| + 7 s \| \| 7e \| Chantal Blaak \| Pays-Bas \| Boels Dolmans \| + 10 s \| \| 8e \| Lisa Brennauer \| Allemagne \| WNT-Rotor Pro Cycling \| + 55 s \| \| 9e \| Lucinda Brand \| Pays-Bas \| Sunweb \| + 55 s \| \| 10e \| Amy Pieters \| Pays-Bas \| Boels Dolmans \| + 55 s \| \| 11e \| Marta Cavalli \| Italie \| Valcar Cylance \| + 55 s \| \| 12e \| Soraya Paladin \| Italie \| Alé Cipollini \| + 55 s \| \| 13e \| Gracie Elvin \| Australie \| Mitchelton-Scott \| + 55 s \| \| 14e \| Lisa Klein \| Allemagne \| Canyon-SRAM Racing \| + 55 s \| \| 15e \| Alison Jackson \| Canada \| Tibco-Silicon Valley Bank \| + 55 s \| |                       |           |                           |                 |
| |                       |           |                           |                 |
| Source : ProCyclingStats |                       |           |                           |                 |
| Classement général |                       |           |                           |                 |
| Coureuse | Coureuse              | Pays      | Équipe                    | Temps           |
| 1re | Marta Bastianelli     | Italie    | Virtu Cycling Women       | 4 h 16 min 50 s |
| 2e | Annemiek van Vleuten  | Pays-Bas  | Mitchelton-Scott          | + 0 s           |
| 3e | Cecilie Uttrup Ludwig | Danemark  | Bigla                     | + 0 s           |
| 4e | Sofia Bertizzolo      | Italie    | Virtu Cycling Women       | + 7 s           |
| 5e | Ellen van Dijk        | Pays-Bas  | Trek-Segafredo            | + 7 s           |
| 6e | Katarzyna Niewiadoma  | Pologne   | Canyon-SRAM Racing        | + 7 s           |
| 7e | Chantal Blaak         | Pays-Bas  | Boels Dolmans             | + 10 s          |
| 8e | Lisa Brennauer        | Allemagne | WNT-Rotor Pro Cycling     | + 55 s          |
| 9e | Lucinda Brand         | Pays-Bas  | Sunweb                    | + 55 s          |
| 10e | Amy Pieters           | Pays-Bas  | Boels Dolmans             | + 55 s          |
| 11e | Marta Cavalli         | Italie    | Valcar Cylance            | + 55 s          |
| 12e | Soraya Paladin        | Italie    | Alé Cipollini             | + 55 s          |
| 13e | Gracie Elvin          | Australie | Mitchelton-Scott          | + 55 s          |
| 14e | Lisa Klein            | Allemagne | Canyon-SRAM Racing        | + 55 s          |
| 15e | Alison Jackson        | Canada    | Tibco-Silicon Valley Bank | + 55 s          |

### UCI World Tour

#### Points attribués
| Position           | 1er | 2e  | 3e  | 4e  | 5e | 6e | 7e | 8e | 9e | 10e | 11e | 12e | 13e | 14e | 15e | 16e à 30e | 31e à 40e |
| Classement général | 200 | 150 | 125 | 100 | 85 | 70 | 60 | 50 | 40 | 35  | 30  | 25  | 20  | 15  | 10  | 5         | 3         |

| Classement par points | Classement par points | Classement par points | Classement par points | Classement par points |
| Coureuse              | Coureuse              | Pays                  | Équipe                | Points                |
| --------------------- | --------------------- | --------------------- | --------------------- | --------------------- |
| 1re                   | Marta Bastianelli     | Italie                | Virtu Cycling Women   | 660 pts               |
| 2e                    | Kirsten Wild          | Pays-Bas              | WNT-Rotor Pro Cycling | 450 pts               |
| 3e                    | Annemiek van Vleuten  | Pays-Bas              | Mitchelton-Scott      | 350 pts               |
| 4e                    | Marianne Vos          | Pays-Bas              | CCC-Liv               | 350 pts               |
| 5e                    | Cecilie Uttrup Ludwig | Danemark              | Bigla                 | 335 pts               |
| 6e                    | Lorena Wiebes         | Pays-Bas              | Parkhotel Valkenburg  | 300 pts               |
| 7e                    | Lotte Kopecky         | Belgique              | Lotto Soudal Ladies   | 283 pts               |
| 8e                    | Chantal Blaak         | Pays-Bas              | Boels Dolmans         | 275 pts               |
| 9e                    | Katarzyna Niewiadoma  | Pologne               | Canyon-SRAM Racing    | 265 pts               |
| 10e                   | Amy Pieters           | Pays-Bas              | Boels Dolmans         | 225 pts               |

| Classement par points | Classement par points | Classement par points | Classement par points | Classement par points |
| Coureuse              | Coureuse              | Pays                  | Équipe                | Points                |
| --------------------- | --------------------- | --------------------- | --------------------- | --------------------- |
| 1re                   | Marta Bastianelli     | Italie                | Virtu Cycling Women   | 660 pts               |
| 2e                    | Kirsten Wild          | Pays-Bas              | WNT-Rotor Pro Cycling | 450 pts               |
| 3e                    | Annemiek van Vleuten  | Pays-Bas              | Mitchelton-Scott      | 350 pts               |
| 4e                    | Marianne Vos          | Pays-Bas              | CCC-Liv               | 350 pts               |
| 5e                    | Cecilie Uttrup Ludwig | Danemark              | Bigla                 | 335 pts               |
| 6e                    | Lorena Wiebes         | Pays-Bas              | Parkhotel Valkenburg  | 300 pts               |
| 7e                    | Lotte Kopecky         | Belgique              | Lotto Soudal Ladies   | 283 pts               |
| 8e                    | Chantal Blaak         | Pays-Bas              | Boels Dolmans         | 275 pts               |
| 9e                    | Katarzyna Niewiadoma  | Pologne               | Canyon-SRAM Racing    | 265 pts               |
| 10e                   | Amy Pieters           | Pays-Bas              | Boels Dolmans         | 225 pts               |

| Classement du meilleur jeune | Classement du meilleur jeune | Classement du meilleur jeune | Classement du meilleur jeune       | Classement du meilleur jeune |
| Coureuse                     | Coureuse                     | Pays                         | Équipe                             | Points                       |
| ---------------------------- | ---------------------------- | ---------------------------- | ---------------------------------- | ---------------------------- |
| 1re                          | Sofia Bertizzolo             | Italie                       | Virtu Cycling Women                | 16 pts                       |
| 2e                           | Lorena Wiebes                | Pays-Bas                     | Parkhotel Valkenburg               | 12 pts                       |
| 3e                           | Marta Cavalli                | Italie                       | Valcar Cylance                     | 12 pts                       |
| 4e                           | Évita Muzic                  | France                       | FDJ-Nouvelle Aquitaine-Futuroscope | 6 pts                        |
| 5e                           | Letizia Paternoster          | Italie                       | Trek-Segafredo                     | 4 pts                        |
| 6e                           | Susanne Andersen             | Norvège                      | Sunweb                             | 4 pts                        |
| 7e                           | Amber van der Hulst          | Pays-Bas                     | Jan van Arckel                     | 4 pts                        |
| 8e                           | Liane Lippert                | Allemagne                    | Sunweb                             | 4 pts                        |
| 9e                           | Katia Ragusa                 | Italie                       | Bepink                             | 4 pts                        |
| 10e                          | Elisa Balsamo                | Italie                       | Valcar Cylance                     | 4 pts                        |

| Classement du meilleur jeune | Classement du meilleur jeune | Classement du meilleur jeune | Classement du meilleur jeune       | Classement du meilleur jeune |
| Coureuse                     | Coureuse                     | Pays                         | Équipe                             | Points                       |
| ---------------------------- | ---------------------------- | ---------------------------- | ---------------------------------- | ---------------------------- |
| 1re                          | Sofia Bertizzolo             | Italie                       | Virtu Cycling Women                | 16 pts                       |
| 2e                           | Lorena Wiebes                | Pays-Bas                     | Parkhotel Valkenburg               | 12 pts                       |
| 3e                           | Marta Cavalli                | Italie                       | Valcar Cylance                     | 12 pts                       |
| 4e                           | Évita Muzic                  | France                       | FDJ-Nouvelle Aquitaine-Futuroscope | 6 pts                        |
| 5e                           | Letizia Paternoster          | Italie                       | Trek-Segafredo                     | 4 pts                        |
| 6e                           | Susanne Andersen             | Norvège                      | Sunweb                             | 4 pts                        |
| 7e                           | Amber van der Hulst          | Pays-Bas                     | Jan van Arckel                     | 4 pts                        |
| 8e                           | Liane Lippert                | Allemagne                    | Sunweb                             | 4 pts                        |
| 9e                           | Katia Ragusa                 | Italie                       | Bepink                             | 4 pts                        |
| 10e                          | Elisa Balsamo                | Italie                       | Valcar Cylance                     | 4 pts                        |

| Classement par équipes aux points | Classement par équipes aux points | Classement par équipes aux points | Classement par équipes aux points |
| Équipe                            | Équipe                            | Pays                              | Points                            |
| --------------------------------- | --------------------------------- | --------------------------------- | --------------------------------- |
| 1re                               | Boels Dolmans                     | Pays-Bas                          | 814 pts                           |
| 2e                                | Virtu Cycling Women               | Danemark                          | 803 pts                           |
| 3e                                | WNT-Rotor Pro Cycling             | Allemagne                         | 566 pts                           |
| 4e                                | Mitchelton-Scott                  | Australie                         | 565 pts                           |
| 5e                                | Trek-Segafredo                    | États-Unis                        | 514 pts                           |
| 6e                                | Canyon-SRAM Racing                | Allemagne                         | 487 pts                           |
| 7e                                | CCC-Liv                           | Pays-Bas                          | 466 pts                           |
| 8e                                | Bigla                             | Danemark                          | 401 pts                           |
| 9e                                | Sunweb Women                      | Pays-Bas                          | 354 pts                           |
| 10e                               | Parkhotel Valkenburg-Destil       | Pays-Bas                          | 318 pts                           |

| Classement par équipes aux points | Classement par équipes aux points | Classement par équipes aux points | Classement par équipes aux points |
| Équipe                            | Équipe                            | Pays                              | Points                            |
| --------------------------------- | --------------------------------- | --------------------------------- | --------------------------------- |
| 1re                               | Boels Dolmans                     | Pays-Bas                          | 814 pts                           |
| 2e                                | Virtu Cycling Women               | Danemark                          | 803 pts                           |
| 3e                                | WNT-Rotor Pro Cycling             | Allemagne                         | 566 pts                           |
| 4e                                | Mitchelton-Scott                  | Australie                         | 565 pts                           |
| 5e                                | Trek-Segafredo                    | États-Unis                        | 514 pts                           |
| 6e                                | Canyon-SRAM Racing                | Allemagne                         | 487 pts                           |
| 7e                                | CCC-Liv                           | Pays-Bas                          | 466 pts                           |
| 8e                                | Bigla                             | Danemark                          | 401 pts                           |
| 9e                                | Sunweb Women                      | Pays-Bas                          | 354 pts                           |
| 10e                               | Parkhotel Valkenburg-Destil       | Pays-Bas                          | 318 pts                           |

## Liste des participantes
| Légende | Légende                                                                    | Légende | Légende                                                    |
| ------- | -------------------------------------------------------------------------- | ------- | ---------------------------------------------------------- |
| Num     | Dossard de départ porté par le coureur sur ce Tour des Flandres            | Pos     | Position à l'arrivée de la course                          |
|         | Indique un maillot de champion national ou mondial, suivi de sa spécialité | NP      | Indique un coureur qui n'a pas pris le départ de la course |
| AB      | Indique un coureur qui n'a pas terminé la course                           | HD      | Indique un coureur qui a terminé la course hors des délais |

| Boels Dolmans DLT | Boels Dolmans DLT               | Boels Dolmans DLT |
| ----------------- | ------------------------------- | ----------------- |
| Num               | Coureuse                        | Pos               |
| 1                 | Chantal Blaak (NED) (route)     | 7e                |
| 2                 | Jolien D'Hoore (BEL)            | 41e               |
| 3                 | Amalie Dideriksen (DEN) (route) | 61e               |
| 4                 | Jip van den Bos (NED)           | AB                |
| 5                 | Amy Pieters (NED)               | 10e               |
| 6                 | Christine Majerus (LUX) (route) | 60e               |

| Mitchelton-Scott MTS | Mitchelton-Scott MTS       | Mitchelton-Scott MTS |
| -------------------- | -------------------------- | -------------------- |
| Num                  | Coureuse                   | Pos                  |
| 11                   | Annemiek van Vleuten (NED) | 2e                   |
| 12                   | Sarah Roy (AUS)            | 33e                  |
| 13                   | Amanda Spratt (AUS)        | 20e                  |
| 14                   | Gracie Elvin (AUS)         | 13e                  |
| 15                   | Moniek Tenniglo (NED)      | AB                   |
| 16                   | Jessica Allen (AUS)        | AB                   |

| CCC-Liv CCC | CCC-Liv CCC                    | CCC-Liv CCC |
| ----------- | ------------------------------ | ----------- |
| Num         | Coureuse                       | Pos         |
| 21          | Marianne Vos (NED)             | 22e         |
| 22          | Riejanne Markus (NED)          | 87e         |
| 23          | Evy Kuijpers (NED)             | 40e         |
| 24          | Ashleigh Moolman (RSA) (route) | 59e         |
| 25          | Jeanne Korevaar (NED)          | 31e         |
| 26          | Valerie Demey (BEL)            | 63e         |

| Trek-Segafredo TFS | Trek-Segafredo TFS          | Trek-Segafredo TFS |
| ------------------ | --------------------------- | ------------------ |
| Num                | Coureuse                    | Pos                |
| 31                 | Audrey Cordon-Ragot (FRA)   | AB                 |
| 32                 | Lotta Lepistö (FIN) (route) | AB                 |
| 33                 | Elisa Longo Borghini (ITA)  | 17e                |
| 34                 | Ellen van Dijk (NED)        | 5e                 |
| 35                 | Ruth Edwards (USA)          | 29e                |
| 36                 | Trixi Worrack (GER)         | AB                 |

| Sunweb SUN | Sunweb SUN                  | Sunweb SUN |
| ---------- | --------------------------- | ---------- |
| Num        | Coureuse                    | Pos        |
| 41         | Lucinda Brand (NED)         | 9e         |
| 42         | Julia Soek (NED)            | AB         |
| 43         | Leah Kirchmann (CAN)        | 30e        |
| 44         | Liane Lippert (GER) (route) | 65e        |
| 45         | Floortje Mackaij (NED)      | 19e        |
| 46         | Coryn Rivera (USA) (route)  | AB         |

| Canyon-SRAM Racing CSR | Canyon-SRAM Racing CSR         | Canyon-SRAM Racing CSR |
| ---------------------- | ------------------------------ | ---------------------- |
| Num                    | Coureuse                       | Pos                    |
| 51                     | Alena Amialiusik (BLR) (route) | AB                     |
| 52                     | Elena Cecchini (ITA)           | 21e                    |
| 53                     | Lisa Klein (GER)               | 14e                    |
| 54                     | Katarzyna Niewiadoma (POL)     | 6e                     |
| 55                     | Alexis Magner (USA)            | AB                     |
| 56                     | Tiffany Cromwell (AUS)         | 64e                    |

| WNT-Rotor Pro Cycling WNT | WNT-Rotor Pro Cycling WNT | WNT-Rotor Pro Cycling WNT |
| ------------------------- | ------------------------- | ------------------------- |
| Num                       | Coureuse                  | Pos                       |
| 61                        | Kirsten Wild (NED)        | 45e                       |
| 62                        | Lisa Brennauer (GER)      | 8e                        |
| 63                        | Ane Santesteban (ESP)     | 58e                       |
| 64                        | Lara Vieceli (ITA)        | 57e                       |
| 65                        | Erica Magnaldi (ITA)      | 28e                       |
| 66                        | Sarah Rijkes (AUT)        | 56e                       |

| Virtu Cycling Women TVC | Virtu Cycling Women TVC         | Virtu Cycling Women TVC |
| ----------------------- | ------------------------------- | ----------------------- |
| Num                     | Coureuse                        | Pos                     |
| 71                      | Marta Bastianelli (ITA) (route) | 1re                     |
| 72                      | Barbara Guarischi (ITA)         | 96e                     |
| 73                      | Anouska Koster (NED)            | 24e                     |
| 74                      | Christina Siggaard (DEN)        | AB                      |
| 75                      | Katarzyna Pawłowska (POL)       | AB                      |
| 76                      | Sofia Bertizzolo (ITA)          | 4e                      |

| Valcar Cylance VAL | Valcar Cylance VAL              | Valcar Cylance VAL |
| ------------------ | ------------------------------- | ------------------ |
| Num                | Coureuse                        | Pos                |
| 81                 | Elisa Balsamo (ITA)             | AB                 |
| 82                 | Marta Cavalli (ITA) (route)     | 11e                |
| 83                 | Maria Giulia Confalonieri (ITA) | 26e                |
| 84                 | Vittoria Guazzini (ITA)         | 76e                |
| 85                 | Silvia Persico (ITA)            | 66e                |
| 86                 | Ilaria Sanguineti (ITA)         | AB                 |

| Movistar Team MOV | Movistar Team MOV          | Movistar Team MOV |
| ----------------- | -------------------------- | ----------------- |
| Num               | Coureuse                   | Pos               |
| 91                | Aude Biannic (FRA) (route) | 67e               |
| 92                | Alicia González (ESP)      | 85e               |
| 93                | Sheyla Gutiérrez (ESP)     | 99e               |
| 94                | Roxane Fournier (FRA)      | AB                |
| 95                | Alba Teruel (ESP)          | 100e              |
| 96                | Gloria Rodríguez (ESP)     | 98e               |

| Tibco-Silicon Valley Bank TIB | Tibco-Silicon Valley Bank TIB | Tibco-Silicon Valley Bank TIB |
| ----------------------------- | ----------------------------- | ----------------------------- |
| Num                           | Coureuse                      | Pos                           |
| 101                           | Nina Kessler (NED)            | AB                            |
| 102                           | Alison Jackson (CAN)          | 15e                           |
| 103                           | Brodie Chapman (AUS)          | 35e                           |
| 104                           | Rozanne Slik (NED)            | 92e                           |
| 105                           | Lauren Stephens (USA)         | 93e                           |

| Parkhotel Valkenburg PHV | Parkhotel Valkenburg PHV | Parkhotel Valkenburg PHV |
| ------------------------ | ------------------------ | ------------------------ |
| Num                      | Coureuse                 | Pos                      |
| 111                      | Sofie De Vuyst (BEL)     | 16e                      |
| 112                      | Esther van Veen (NED)    | 90e                      |
| 113                      | Belle De Gast (NED)      | 69e                      |
| 114                      | Roxane Knetemann (NED)   | 42e                      |
| 115                      | Marit Raaijmakers (NED)  | 83e                      |
| 116                      | Nina Buysman (NED)       | 89e                      |

| Alé Cipollini ALE | Alé Cipollini ALE          | Alé Cipollini ALE |
| ----------------- | -------------------------- | ----------------- |
| Num               | Coureuse                   | Pos               |
| 121               | Chloe Hosking (AUS)        | 43e               |
| 122               | Soraya Paladin (ITA)       | 12e               |
| 123               | Diana Peñuela (COL)        | 72e               |
| 124               | Eri Yonamine (JPN) (route) | 38e               |
| 125               | Nadia Quagliotto (ITA)     | AB                |
| 126               | Romy Kasper (GER)          | 39e               |

| FDJ-Nouvelle Aquitaine-Futuroscope FDJ | FDJ-Nouvelle Aquitaine-Futuroscope FDJ | FDJ-Nouvelle Aquitaine-Futuroscope FDJ |
| -------------------------------------- | -------------------------------------- | -------------------------------------- |
| Num                                    | Coureuse                               | Pos                                    |
| 131                                    | Emilia Fahlin (SWE) (route)            | 23e                                    |
| 132                                    | Charlotte Becker (GER)                 | 94e                                    |
| 133                                    | Eugénie Duval (FRA)                    | 44e                                    |
| 134                                    | Maëlle Grossetête (FRA)                | 91e                                    |
| 135                                    | Shara Gillow (AUS)                     | 51e                                    |
| 136                                    | Lauren Kitchen (AUS)                   | 95e                                    |

| Bigla BIG | Bigla BIG                     | Bigla BIG |
| --------- | ----------------------------- | --------- |
| Num       | Coureuse                      | Pos       |
| 141       | Cecilie Uttrup Ludwig (DEN)   | 3e        |
| 142       | Mikayla Harvey (NZL)          | AB        |
| 143       | Julie Norman Leth (DEN)       | 37e       |
| 144       | Maria Vittoria Sperotto (ITA) | 74e       |
| 145       | Leah Thomas (USA)             | 47e       |
| 146       | Martina Alzini (ITA)          | AB        |

| BTC City Ljubljana BTC | BTC City Ljubljana BTC   | BTC City Ljubljana BTC |
| ---------------------- | ------------------------ | ---------------------- |
| Num                    | Coureuse                 | Pos                    |
| 151                    | Urša Pintar (SLO)        | 54e                    |
| 152                    | Mia Radotić (CRO)        | AB                     |
| 153                    | Hanna Nilsson (SWE)      | 48e                    |
| 154                    | Anastasia Chursina (RUS) | 46e                    |
| 155                    | Anja Longyka (SLO)       | 88e                    |
| 156                    | Maaike Boogaard (NED)    | AB                     |

| Astana Women's Team ASA | Astana Women's Team ASA      | Astana Women's Team ASA |
| ----------------------- | ---------------------------- | ----------------------- |
| Num                     | Coureuse                     | Pos                     |
| 161                     | Marie-Soleil Blais (CAN)     | AB                      |
| 162                     | Elena Pirrone (ITA)          | 68e                     |
| 163                     | Faina Potapova (KAZ)         | AB                      |
| 164                     | Makhabbat Umutzhanova (KAZ)  | AB                      |
| 165                     | Lizbeth Salazar (MEX)        | 77e                     |
| 166                     | Arlenis Sierra (CUB) (route) | 34e                     |

| Lotto Soudal Ladies LSL | Lotto Soudal Ladies LSL    | Lotto Soudal Ladies LSL |
| ----------------------- | -------------------------- | ----------------------- |
| Num                     | Coureuse                   | Pos                     |
| 171                     | Annelies Dom (BEL) (route) | 80e                     |
| 172                     | Lotte Kopecky (BEL)        | 32e                     |
| 173                     | Demi de Jong (NED)         | 53e                     |
| 174                     | Julie Van de Velde (BEL)   | 27e                     |
| 175                     | Kelly Van den Steen (BEL)  | 49e                     |
| 176                     | Danielle Christmas (GBR)   | 73e                     |

| Doltcini-Van Eyck Sport DVE | Doltcini-Van Eyck Sport DVE     | Doltcini-Van Eyck Sport DVE |
| --------------------------- | ------------------------------- | --------------------------- |
| Num                         | Coureuse                        | Pos                         |
| 181                         | Pascale Jeuland-Tranchant (FRA) | 78e                         |
| 182                         | Daniela Reis (POR) (route)      | 55e                         |
| 183                         | Jesse Vandenbulcke (BEL)        | 52e                         |
| 184                         | Bryony van Velzen (NED)         | 70e                         |
| 185                         | Séverine Eraud (FRA)            | 50e                         |
| 186                         | Saartje Vandenbroucke (BEL)     | 81e                         |

| Aromitalia Vaiano VAI | Aromitalia Vaiano VAI        | Aromitalia Vaiano VAI |
| --------------------- | ---------------------------- | --------------------- |
| Num                   | Coureuse                     | Pos                   |
| 191                   | Rasa Leleivytė (LTU) (route) | 25e                   |
| 192                   | Carmela Cipriani (ITA)       | 79e                   |
| 193                   | Giulia Marchesini (ITA)      | AB                    |
| 194                   | Letizia Borghesi (ITA)       | AB                    |
| 195                   | Michela Balducci (ITA)       | AB                    |
| 196                   | Sofia Beggin (ITA)           | 84e                   |

| Health Mate-Ladies Team HMT | Health Mate-Ladies Team HMT   | Health Mate-Ladies Team HMT |
| --------------------------- | ----------------------------- | --------------------------- |
| Num                         | Coureuse                      | Pos                         |
| 201                         | Kathrin Schweinberger (AUT)   | 71e                         |
| 202                         | Christina Schweinberger (AUT) | AB                          |
| 203                         | Kirstie van Haaften (NED)     | AB                          |
| 204                         | Sara Mustonen (SWE)           | 97e                         |
| 205                         | Kylie Waterreus (NED)         | 75e                         |
| 206                         | Fien Delbaere (BEL)           | AB                          |

| Servetto-Piumate-Beltrami TSA SER | Servetto-Piumate-Beltrami TSA SER | Servetto-Piumate-Beltrami TSA SER |
| --------------------------------- | --------------------------------- | --------------------------------- |
| Num                               | Coureuse                          | Pos                               |
| 211                               | Kseniya Dobrynina (RUS)           | AB                                |
| 212                               | Francesca Balducci (ITA)          | AB                                |
| 213                               | Mónika Király (HUN)               | AB                                |
| 214                               | Anna Potokina (RUS)               | 86e                               |
| 215                               | Alexandra Goncharova (RUS)        | AB                                |

| Bepink BPK | Bepink BPK              | Bepink BPK |
| ---------- | ----------------------- | ---------- |
| Num        | Coureuse                | Pos        |
| 221        | Tatiana Guderzo (ITA)   | 36e        |
| 222        | Silvia Valsecchi (ITA)  | AB         |
| 223        | Francesca Pattaro (ITA) | AB         |
| 224        | Nicole Steigenga (NED)  | AB         |
| 225        | Katia Ragusa (ITA)      | 62e        |
| 226        | Chiara Perini (ITA)     | AB         |

| Hitec Products-Birk Sport HPU | Hitec Products-Birk Sport HPU  | Hitec Products-Birk Sport HPU |
| ----------------------------- | ------------------------------ | ----------------------------- |
| Num                           | Coureuse                       | Pos                           |
| 231                           | Pernille Larsen Feldmann (NOR) | AB                            |
| 232                           | Vita Heine (NOR) (route)       | 18e                           |
| 233                           | Ingrid Lorvik (NOR)            | 82e                           |
| 234                           | Julie Meyer Solvang (NOR)      | AB                            |
| 235                           | Chanella Stougje (NED)         | AB                            |
| 236                           | Marta Tagliaferro (ITA)        | AB                            |

| Boels Dolmans DLT | Boels Dolmans DLT               | Boels Dolmans DLT |
| ----------------- | ------------------------------- | ----------------- |
| Num               | Coureuse                        | Pos               |
| 1                 | Chantal Blaak (NED) (route)     | 7e                |
| 2                 | Jolien D'Hoore (BEL)            | 41e               |
| 3                 | Amalie Dideriksen (DEN) (route) | 61e               |
| 4                 | Jip van den Bos (NED)           | AB                |
| 5                 | Amy Pieters (NED)               | 10e               |
| 6                 | Christine Majerus (LUX) (route) | 60e               |

| Mitchelton-Scott MTS | Mitchelton-Scott MTS       | Mitchelton-Scott MTS |
| -------------------- | -------------------------- | -------------------- |
| Num                  | Coureuse                   | Pos                  |
| 11                   | Annemiek van Vleuten (NED) | 2e                   |
| 12                   | Sarah Roy (AUS)            | 33e                  |
| 13                   | Amanda Spratt (AUS)        | 20e                  |
| 14                   | Gracie Elvin (AUS)         | 13e                  |
| 15                   | Moniek Tenniglo (NED)      | AB                   |
| 16                   | Jessica Allen (AUS)        | AB                   |

| CCC-Liv CCC | CCC-Liv CCC                    | CCC-Liv CCC |
| ----------- | ------------------------------ | ----------- |
| Num         | Coureuse                       | Pos         |
| 21          | Marianne Vos (NED)             | 22e         |
| 22          | Riejanne Markus (NED)          | 87e         |
| 23          | Evy Kuijpers (NED)             | 40e         |
| 24          | Ashleigh Moolman (RSA) (route) | 59e         |
| 25          | Jeanne Korevaar (NED)          | 31e         |
| 26          | Valerie Demey (BEL)            | 63e         |

| Trek-Segafredo TFS | Trek-Segafredo TFS          | Trek-Segafredo TFS |
| ------------------ | --------------------------- | ------------------ |
| Num                | Coureuse                    | Pos                |
| 31                 | Audrey Cordon-Ragot (FRA)   | AB                 |
| 32                 | Lotta Lepistö (FIN) (route) | AB                 |
| 33                 | Elisa Longo Borghini (ITA)  | 17e                |
| 34                 | Ellen van Dijk (NED)        | 5e                 |
| 35                 | Ruth Edwards (USA)          | 29e                |
| 36                 | Trixi Worrack (GER)         | AB                 |

| Sunweb SUN | Sunweb SUN                  | Sunweb SUN |
| ---------- | --------------------------- | ---------- |
| Num        | Coureuse                    | Pos        |
| 41         | Lucinda Brand (NED)         | 9e         |
| 42         | Julia Soek (NED)            | AB         |
| 43         | Leah Kirchmann (CAN)        | 30e        |
| 44         | Liane Lippert (GER) (route) | 65e        |
| 45         | Floortje Mackaij (NED)      | 19e        |
| 46         | Coryn Rivera (USA) (route)  | AB         |

| Canyon-SRAM Racing CSR | Canyon-SRAM Racing CSR         | Canyon-SRAM Racing CSR |
| ---------------------- | ------------------------------ | ---------------------- |
| Num                    | Coureuse                       | Pos                    |
| 51                     | Alena Amialiusik (BLR) (route) | AB                     |
| 52                     | Elena Cecchini (ITA)           | 21e                    |
| 53                     | Lisa Klein (GER)               | 14e                    |
| 54                     | Katarzyna Niewiadoma (POL)     | 6e                     |
| 55                     | Alexis Magner (USA)            | AB                     |
| 56                     | Tiffany Cromwell (AUS)         | 64e                    |

| WNT-Rotor Pro Cycling WNT | WNT-Rotor Pro Cycling WNT | WNT-Rotor Pro Cycling WNT |
| ------------------------- | ------------------------- | ------------------------- |
| Num                       | Coureuse                  | Pos                       |
| 61                        | Kirsten Wild (NED)        | 45e                       |
| 62                        | Lisa Brennauer (GER)      | 8e                        |
| 63                        | Ane Santesteban (ESP)     | 58e                       |
| 64                        | Lara Vieceli (ITA)        | 57e                       |
| 65                        | Erica Magnaldi (ITA)      | 28e                       |
| 66                        | Sarah Rijkes (AUT)        | 56e                       |

| Virtu Cycling Women TVC | Virtu Cycling Women TVC         | Virtu Cycling Women TVC |
| ----------------------- | ------------------------------- | ----------------------- |
| Num                     | Coureuse                        | Pos                     |
| 71                      | Marta Bastianelli (ITA) (route) | 1re                     |
| 72                      | Barbara Guarischi (ITA)         | 96e                     |
| 73                      | Anouska Koster (NED)            | 24e                     |
| 74                      | Christina Siggaard (DEN)        | AB                      |
| 75                      | Katarzyna Pawłowska (POL)       | AB                      |
| 76                      | Sofia Bertizzolo (ITA)          | 4e                      |

| Valcar Cylance VAL | Valcar Cylance VAL              | Valcar Cylance VAL |
| ------------------ | ------------------------------- | ------------------ |
| Num                | Coureuse                        | Pos                |
| 81                 | Elisa Balsamo (ITA)             | AB                 |
| 82                 | Marta Cavalli (ITA) (route)     | 11e                |
| 83                 | Maria Giulia Confalonieri (ITA) | 26e                |
| 84                 | Vittoria Guazzini (ITA)         | 76e                |
| 85                 | Silvia Persico (ITA)            | 66e                |
| 86                 | Ilaria Sanguineti (ITA)         | AB                 |

| Movistar Team MOV | Movistar Team MOV          | Movistar Team MOV |
| ----------------- | -------------------------- | ----------------- |
| Num               | Coureuse                   | Pos               |
| 91                | Aude Biannic (FRA) (route) | 67e               |
| 92                | Alicia González (ESP)      | 85e               |
| 93                | Sheyla Gutiérrez (ESP)     | 99e               |
| 94                | Roxane Fournier (FRA)      | AB                |
| 95                | Alba Teruel (ESP)          | 100e              |
| 96                | Gloria Rodríguez (ESP)     | 98e               |

| Tibco-Silicon Valley Bank TIB | Tibco-Silicon Valley Bank TIB | Tibco-Silicon Valley Bank TIB |
| ----------------------------- | ----------------------------- | ----------------------------- |
| Num                           | Coureuse                      | Pos                           |
| 101                           | Nina Kessler (NED)            | AB                            |
| 102                           | Alison Jackson (CAN)          | 15e                           |
| 103                           | Brodie Chapman (AUS)          | 35e                           |
| 104                           | Rozanne Slik (NED)            | 92e                           |
| 105                           | Lauren Stephens (USA)         | 93e                           |

| Parkhotel Valkenburg PHV | Parkhotel Valkenburg PHV | Parkhotel Valkenburg PHV |
| ------------------------ | ------------------------ | ------------------------ |
| Num                      | Coureuse                 | Pos                      |
| 111                      | Sofie De Vuyst (BEL)     | 16e                      |
| 112                      | Esther van Veen (NED)    | 90e                      |
| 113                      | Belle De Gast (NED)      | 69e                      |
| 114                      | Roxane Knetemann (NED)   | 42e                      |
| 115                      | Marit Raaijmakers (NED)  | 83e                      |
| 116                      | Nina Buysman (NED)       | 89e                      |

| Alé Cipollini ALE | Alé Cipollini ALE          | Alé Cipollini ALE |
| ----------------- | -------------------------- | ----------------- |
| Num               | Coureuse                   | Pos               |
| 121               | Chloe Hosking (AUS)        | 43e               |
| 122               | Soraya Paladin (ITA)       | 12e               |
| 123               | Diana Peñuela (COL)        | 72e               |
| 124               | Eri Yonamine (JPN) (route) | 38e               |
| 125               | Nadia Quagliotto (ITA)     | AB                |
| 126               | Romy Kasper (GER)          | 39e               |

| FDJ-Nouvelle Aquitaine-Futuroscope FDJ | FDJ-Nouvelle Aquitaine-Futuroscope FDJ | FDJ-Nouvelle Aquitaine-Futuroscope FDJ |
| -------------------------------------- | -------------------------------------- | -------------------------------------- |
| Num                                    | Coureuse                               | Pos                                    |
| 131                                    | Emilia Fahlin (SWE) (route)            | 23e                                    |
| 132                                    | Charlotte Becker (GER)                 | 94e                                    |
| 133                                    | Eugénie Duval (FRA)                    | 44e                                    |
| 134                                    | Maëlle Grossetête (FRA)                | 91e                                    |
| 135                                    | Shara Gillow (AUS)                     | 51e                                    |
| 136                                    | Lauren Kitchen (AUS)                   | 95e                                    |

| Bigla BIG | Bigla BIG                     | Bigla BIG |
| --------- | ----------------------------- | --------- |
| Num       | Coureuse                      | Pos       |
| 141       | Cecilie Uttrup Ludwig (DEN)   | 3e        |
| 142       | Mikayla Harvey (NZL)          | AB        |
| 143       | Julie Norman Leth (DEN)       | 37e       |
| 144       | Maria Vittoria Sperotto (ITA) | 74e       |
| 145       | Leah Thomas (USA)             | 47e       |
| 146       | Martina Alzini (ITA)          | AB        |

| BTC City Ljubljana BTC | BTC City Ljubljana BTC   | BTC City Ljubljana BTC |
| ---------------------- | ------------------------ | ---------------------- |
| Num                    | Coureuse                 | Pos                    |
| 151                    | Urša Pintar (SLO)        | 54e                    |
| 152                    | Mia Radotić (CRO)        | AB                     |
| 153                    | Hanna Nilsson (SWE)      | 48e                    |
| 154                    | Anastasia Chursina (RUS) | 46e                    |
| 155                    | Anja Longyka (SLO)       | 88e                    |
| 156                    | Maaike Boogaard (NED)    | AB                     |

| Astana Women's Team ASA | Astana Women's Team ASA      | Astana Women's Team ASA |
| ----------------------- | ---------------------------- | ----------------------- |
| Num                     | Coureuse                     | Pos                     |
| 161                     | Marie-Soleil Blais (CAN)     | AB                      |
| 162                     | Elena Pirrone (ITA)          | 68e                     |
| 163                     | Faina Potapova (KAZ)         | AB                      |
| 164                     | Makhabbat Umutzhanova (KAZ)  | AB                      |
| 165                     | Lizbeth Salazar (MEX)        | 77e                     |
| 166                     | Arlenis Sierra (CUB) (route) | 34e                     |

| Lotto Soudal Ladies LSL | Lotto Soudal Ladies LSL    | Lotto Soudal Ladies LSL |
| ----------------------- | -------------------------- | ----------------------- |
| Num                     | Coureuse                   | Pos                     |
| 171                     | Annelies Dom (BEL) (route) | 80e                     |
| 172                     | Lotte Kopecky (BEL)        | 32e                     |
| 173                     | Demi de Jong (NED)         | 53e                     |
| 174                     | Julie Van de Velde (BEL)   | 27e                     |
| 175                     | Kelly Van den Steen (BEL)  | 49e                     |
| 176                     | Danielle Christmas (GBR)   | 73e                     |

| Doltcini-Van Eyck Sport DVE | Doltcini-Van Eyck Sport DVE     | Doltcini-Van Eyck Sport DVE |
| --------------------------- | ------------------------------- | --------------------------- |
| Num                         | Coureuse                        | Pos                         |
| 181                         | Pascale Jeuland-Tranchant (FRA) | 78e                         |
| 182                         | Daniela Reis (POR) (route)      | 55e                         |
| 183                         | Jesse Vandenbulcke (BEL)        | 52e                         |
| 184                         | Bryony van Velzen (NED)         | 70e                         |
| 185                         | Séverine Eraud (FRA)            | 50e                         |
| 186                         | Saartje Vandenbroucke (BEL)     | 81e                         |

| Aromitalia Vaiano VAI | Aromitalia Vaiano VAI        | Aromitalia Vaiano VAI |
| --------------------- | ---------------------------- | --------------------- |
| Num                   | Coureuse                     | Pos                   |
| 191                   | Rasa Leleivytė (LTU) (route) | 25e                   |
| 192                   | Carmela Cipriani (ITA)       | 79e                   |
| 193                   | Giulia Marchesini (ITA)      | AB                    |
| 194                   | Letizia Borghesi (ITA)       | AB                    |
| 195                   | Michela Balducci (ITA)       | AB                    |
| 196                   | Sofia Beggin (ITA)           | 84e                   |

| Health Mate-Ladies Team HMT | Health Mate-Ladies Team HMT   | Health Mate-Ladies Team HMT |
| --------------------------- | ----------------------------- | --------------------------- |
| Num                         | Coureuse                      | Pos                         |
| 201                         | Kathrin Schweinberger (AUT)   | 71e                         |
| 202                         | Christina Schweinberger (AUT) | AB                          |
| 203                         | Kirstie van Haaften (NED)     | AB                          |
| 204                         | Sara Mustonen (SWE)           | 97e                         |
| 205                         | Kylie Waterreus (NED)         | 75e                         |
| 206                         | Fien Delbaere (BEL)           | AB                          |

| Servetto-Piumate-Beltrami TSA SER | Servetto-Piumate-Beltrami TSA SER | Servetto-Piumate-Beltrami TSA SER |
| --------------------------------- | --------------------------------- | --------------------------------- |
| Num                               | Coureuse                          | Pos                               |
| 211                               | Kseniya Dobrynina (RUS)           | AB                                |
| 212                               | Francesca Balducci (ITA)          | AB                                |
| 213                               | Mónika Király (HUN)               | AB                                |
| 214                               | Anna Potokina (RUS)               | 86e                               |
| 215                               | Alexandra Goncharova (RUS)        | AB                                |

| Bepink BPK | Bepink BPK              | Bepink BPK |
| ---------- | ----------------------- | ---------- |
| Num        | Coureuse                | Pos        |
| 221        | Tatiana Guderzo (ITA)   | 36e        |
| 222        | Silvia Valsecchi (ITA)  | AB         |
| 223        | Francesca Pattaro (ITA) | AB         |
| 224        | Nicole Steigenga (NED)  | AB         |
| 225        | Katia Ragusa (ITA)      | 62e        |
| 226        | Chiara Perini (ITA)     | AB         |

| Hitec Products-Birk Sport HPU | Hitec Products-Birk Sport HPU  | Hitec Products-Birk Sport HPU |
| ----------------------------- | ------------------------------ | ----------------------------- |
| Num                           | Coureuse                       | Pos                           |
| 231                           | Pernille Larsen Feldmann (NOR) | AB                            |
| 232                           | Vita Heine (NOR) (route)       | 18e                           |
| 233                           | Ingrid Lorvik (NOR)            | 82e                           |
| 234                           | Julie Meyer Solvang (NOR)      | AB                            |
| 235                           | Chanella Stougje (NED)         | AB                            |
| 236                           | Marta Tagliaferro (ITA)        | AB                            |

## Organisation

### Prix
Les prix suivants sont distribués :
| Position | 1er     | 2e    | 3e    | 4e    | 5e    | 6e    | 7e    | 8e    | 9e    | 10e   |
| Prix     | 1 265 € | 935 € | 625 € | 375 € | 320 € | 275 € | 250 € | 200 € | 185 € | 165 € |

En sus, les coureuses placées de la 11e à la 15e place gagnent 130 €, celles placées de la 16e à la 20e place 100 €.